# قطعنامه ۷۸۸ شورای امنیت
قطعنامه ۷۸۸ شورای امنیت سازمان ملل متحد که در تاریخ ۱۹ نوامبر ۱۹۹۲ تصویب شد، سندی بین‌المللی دربارهٔ لیبریا است. این قطعنامه طی نشست ۳۱۳۸ام با ۱۵ رای موافق، ۰ مخالف و ۰ ممتنع تصویب شد.